# کریستین کارلتی
کریستین کارلتی (انگلیسی: Cristian Carletti؛ زادهٔ ۲۷ ژوئیهٔ ۱۹۹۶) بازیکن فوتبال است.